# (5405) Neverland
(5405) Neverland est un astéroïde de la ceinture principale.

## Description
(5405) Neverland est un astéroïde de la ceinture principale. Il fut découvert par Yoshio Kushida et Osamu Muramatsu le 11 avril 1991 à Yatsugatake. Il présente une orbite caractérisée par un demi-grand axe de 2,66 UA, une excentricité de 0,235 et une inclinaison de 10,4° par rapport à l'écliptique.
Il fut nommé d'après Neverland, île imaginaire créée par J. M. Barrie pour la pièce de théâtre Peter Pan et le roman Peter et Wendy.

## Compléments